# Laure de Noves
 (avril 2020).
Pour la muse de Pétrarque, voir Laure de Sade.
Laure de Noves est une dame de l'aristocratie provençale de la fin du XIIIe siècle et du début du XIVe siècle. Elle est parente de Laure de Sade (1314-1348), souvent appelée elle aussi Laure de Noves, plus tard chantée  par le poète Pétrarque, avec laquelle elle ne doit pas être confondue. Elle était fille de Pierre Audibert de Noves.

## Biographie
Parmi les plus anciens seigneurs qui aient gouverné le fief de Mollégès avec les abbesses du monastère, on trouve Pierre Audibert, chevalier de Noves, ami de l'évêque Robert II d'Uzès. 
Il garantit de ses biens en 1272 la parole donnée par ce dernier à Charles Ier d’Anjou et mourut jeune (avant 1278) en laissant deux filles, Alix et Laure de Noves, que l'évêque prend sous sa protection en leur choisissant comme tuteur Bertrand de Lubières, « probablement de la famille de la mère », chevalier de Tarascon.
Vers 1285, Laure se maria avec Guigonet de Chateauneuf  et reçut en dot tous les biens que son père avait à Mollégès. C’est ainsi que cette co-seigneurie entra dans une famille qui devait devenir célèbre en Provence, car Guigonet était, semble-t-il, le fils du troubadour fameux, Peire de Castelnou (Pierre de Chateauneuf) loué par Jean de Nostredame. Cette Maison tenait son nom du lieu de Châteauneuf dont elle était co-seigneur au XIe siècle au pays niçois.
Elle meurt peu avant 1337, laissant à son fils Ricaud tous les revenus qu'elle possédait sur Noves, dont certains n'avaient pas été perçus depuis seize ans[pertinence contestée].
Deux fils issus de cette union :
- Ricaud
- Burgundus de Châteauneuf Mollégès